# ولادیمیر ای. زاخاروف
ولادیمیر ای. زاخاروف (روسی: Влади́мир Евге́ньевич Заха́ров؛ ۱ اوت ۱۹۳۹ - ۲۰ اوت ۲۰۲۳) ریاضی‌دان و فیزیک‌دان اهل اتحاد شوروی بود.
به زاخاروف در سال ۲۰۰۳ برای کمک به تئوری آشفتگی، مدال دیراک اعطا شد.
وی همچنین برنده جوایزی همچون جایزه دولتی اتحاد شوروی شده بود.